# Oscar Moglia
Oscar Aldo Moglia, (Montevideo, 1 de febrero de 1935 - 8 de octubre de 1989) fue un jugador uruguayo de baloncesto, considerado por la prensa y el público como mejor baloncestista nacional de todos los tiempos.
el segundo máximo anotador de la historia de la Federación Uruguaya de Basketball con 11374 puntos.

## Biografía
Durante toda su carrera profesional -que transcurrió entre 1950 y 1972- solo militó en el Club Atlético Welcome. Fue Campeón Federal en 1953, 1956, 1957, 1966 y 1967.
A nivel internacional fue Campeón Sudamericano vistiendo la camiseta uruguaya en 1953 (Montevideo, Uruguay) y 1955 (Cúcuta, Colombia). Fue medalla de bronce en los Juegos Olímpicos de Melbourne 1956 (Australia), detrás de Estados Unidos y Unión Soviética.
Anotador nato, se coronó como el máximo anotador en Melbourne 1956, así como en el Campeonato Mundial de Selecciones de 1954 (Río de Janeiro, Brasil) y los Sudamericanos de selecciones de 1955, 1957 y 1960. En el Campeonato Federal uruguayo fue máximo anotador 8 años consecutivos (de 1953 a 1960).
A partir de él, el apellido Moglia ha estado vinculado al básquetbol uruguayo y al Club Atlético Welcome en particular, donde es considerado el ídolo máximo. Su hijo Oscar "Osky" Moglia también jugó profesionalmente en dicho club e integró la selección uruguaya. Sus nietos Santiago y Martín Moglia también son baloncestistas y se iniciaron en el mismo club que su abuelo.